# Julio César San José Minguela
Julio César San José Minguela (Valladolid, 9 de novembre de 1969), més conegut com a Piti, és un exfutbolista castellanolleonès que ocupava la posició de migcampista.

## Trajectòria
Debuta a primera divisió amb el Reial Valladolid a la campanya 89/90, en la qual hi disputa dos partits. Dos anys després, la temporada 91/92, hi disputa un altre amb els val·lisoletans, que perden la categoria eixe any. La temporada 1996-1997 va fitxar pel Club Deportivo Mensajero-La Palma, que jugava a Segona Divisió B, on es va retirar.